# Bisdom Dresden-Meißen
Het bisdom Dresden-Meißen (Duits: Bistum Dresden-Meißen; Latijn: Dresdensis-Misnensis) ligt in het oosten van Duitsland, langs de grens met Tsjechië, in de kerkprovincie Berlijn. De beschermheilige van het bisdom is de heilige Benno van Meißen. Andere patroonheiligen zijn Donatus van Arezzo en Afra van Augsburg.

## Geschiedenis
Vanaf 1567 was Meißen een apostolische prefectuur. Het bisdom Dresden-Meißen werd op 24 juni 1921 opgericht middels de bul Sollicitudo omnium ecclesiarum als bisdom Meißen. Op 15 november 1979 werd de naam gewijzigd naar Dresden-Meißen, wegens verplaatsing van de kathedraal. De hoofdkerk van het bisdom is nu de Katholische Hofkirche in Dresden.

## Lijst van bisschoppen van (Dresden-)Meißen
- 12-08-1921 - 13-08-1930: Christian Schreiber
- 13-01-1931 - 21-05-1932: Conrad Gröber
- 09-09-1932 - 09-03-1951: Petrus Legge
- 09-03-1951 - 19-08-1957: Heinrich Wienken
- 23-06-1958 - 21-06-1970: Otto Spülbeck, C.O.
- 12-09-1970 - 01-08-1987: Gerhard Schaffran
- 02-01-1988 - 20-02-2012: Joachim Friedrich Reinelt
- 18-01-2013 - 08-06-2015: Heiner Koch

Momenteel is de zetel van Dresden-Meißen vacant.